# Alois Wierer

Malíř Alois Wierer (vpravo) a sochař Ludvík Herzl, lazaret Karlín, Praha 1915

Alois Wierer (2. ledna 1878 – květen 1945 Praha) byl český Němec, malíř a grafik.

## Život
V letech 1902–1904 studoval u Franze Thieleho na pražské Akademii výtvarných umění.

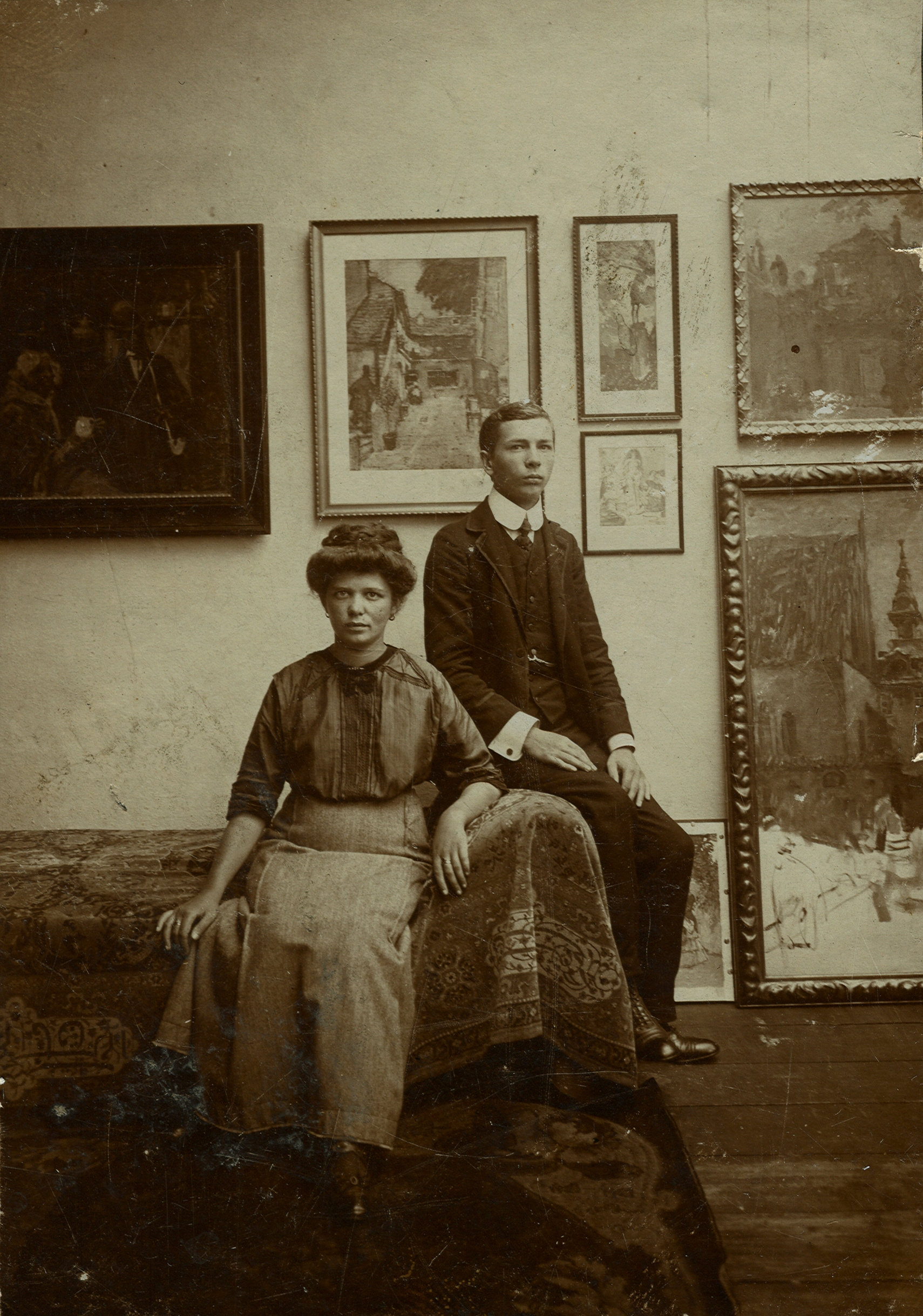
Emila Prokopová-Wiererová a František Prokop v roce 1912

V mládí žil bohémským životem, mj. se úzce přátelil se sochařem Ludvíkem Herzlem. Jak naznačuje dochovaná korespondence, používal velmi dobře češtinu. Bydlel na Starém městě pražském. Oženil se s Pražačkou českoněmeckého původu Emilou Prokopovou-Wiererovou a bydleli spolu v ulici podél Olšanských hřbitovů, kde měl současně ateliér.
Přestože Wiererovi nebyli žádní nacionalisté, v květnu 1945 k nim vtrhla revoluční garda dobrovolníků a Wierera v jeho 67 letech odvlekla do sběrného tábora, kde během tří dnů zemřel na selhání srdce. Stačilo, že Alois Wierer byl německé národnosti. Jeho ženu Emilu sice nezavřeli, z vinohradského bytu ji však vyhnali, obrazy rozkradli a ateliér zdemolovali. Emila Prokopová-Wiererová odešla do Mnichova. O Wiererově konci se za minulého režimu (1948–1989) oficiálně mlčelo a v tomto období o něm nikdo nepublikoval. Většinu informací o Wiererovi získali pracovníci Židovského muzea v Praze, kteří se o něj zajímali kvůli jeho domnělému židovství.

## Dílo
Měl zvláštní cit pro magickou kischovsko-meyrinkovskou atmosféru Pražského ghetta, odkud podle tehdejších skic a náčrtů vytvořil kolem roku 1910 celý cyklus obrazů. Jeho žánrový dvojportrét Staří manželé zakoupila již v roce 1910 Moderní galerie Království českého. Ve dvou grafických listech a v rozměrném obraze z roku 1916 malovaném volnou fakturou zachytil večerní pohled na nároží Staronové synagogy, Židovské radnice a rovněž studie průhledu Úzkou uličkou je provedena uvolněným rukopisem, naznačujícím sílící vliv expresionismu. Částečnou představu o ranější tvorbě mohou poskytnout jeho příspěvky do časopisu Jugend.
Za Wiererovo umělecky nejzajímavější období lze považovat roky 1904–1916. Po roce 1918 se jeho tvorba stále více přizpůsobovala vkusu pražských Němců, kdy začal malovat ve stylu „třetího rokoka“ pohádkové výjevy „ze života na zámku“, oživující minulý sen z doby biedermaierovské. Pracoval také pro Německé divadlo. Velmi oblíbené byly ve své době pohlednice s reprodukcemi jeho obrazů.
Reprezentativní třísetstránková monografie, který vyšla v roce 2024, představuje Wierera především jako malíře staropražských motivů.

### Knižní a časopisecké ilustrace
- Ilustroval román Zabiják Emila Zoly (V Praze, Josef R. Vilímek, 1908?)[1]
- V roce 1940 ilustroval vydání Babičky od Božena Němcové, (Ústřední učitelské nakladatelství a knihkupectví, Praha, 1940)[2]
- V letech 1908—1921 přispíval do časopisu Humoristické listy[3], přispěl též do Malého čtenáře 1926–1927.[4]

## Galerie

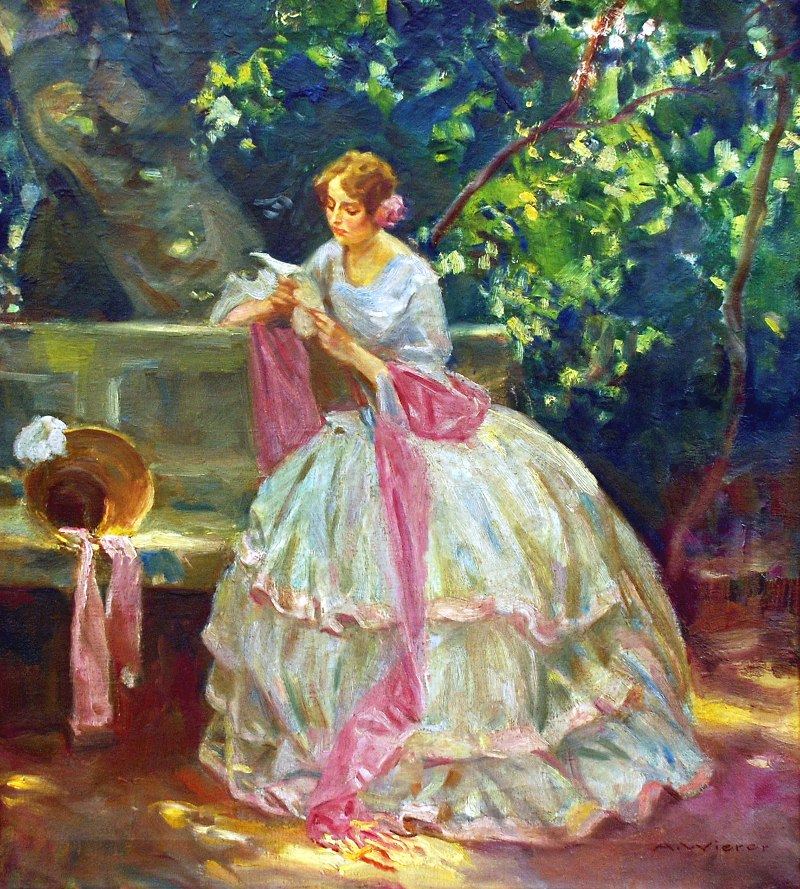
Alois Wierer – Čtoucí dívka
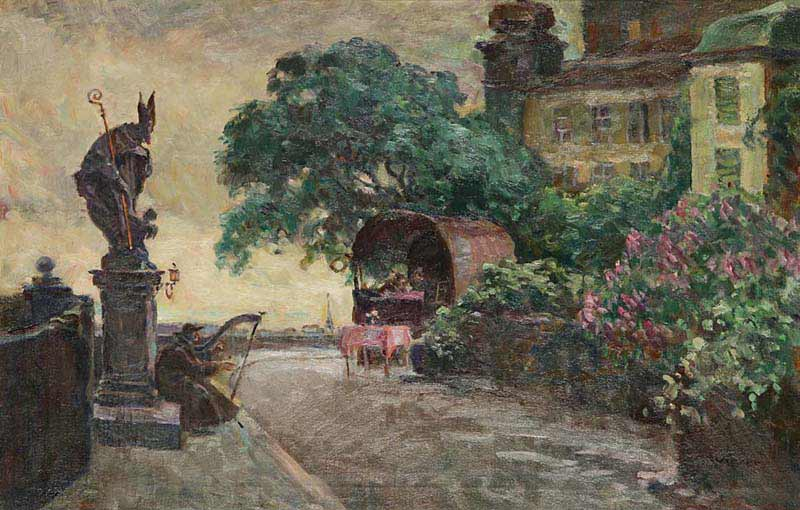
Alois Wierer – Hráč na harfu
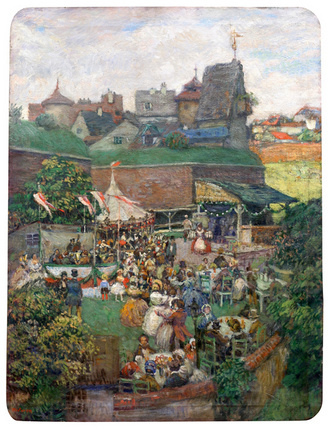
Alois Wierer – Na pouti
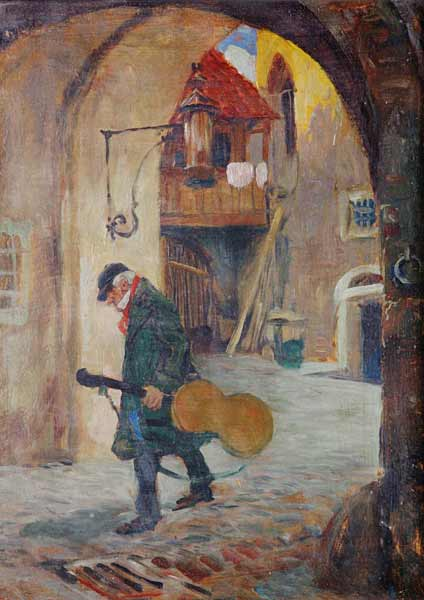
Alois Wierer – Starý hudebník
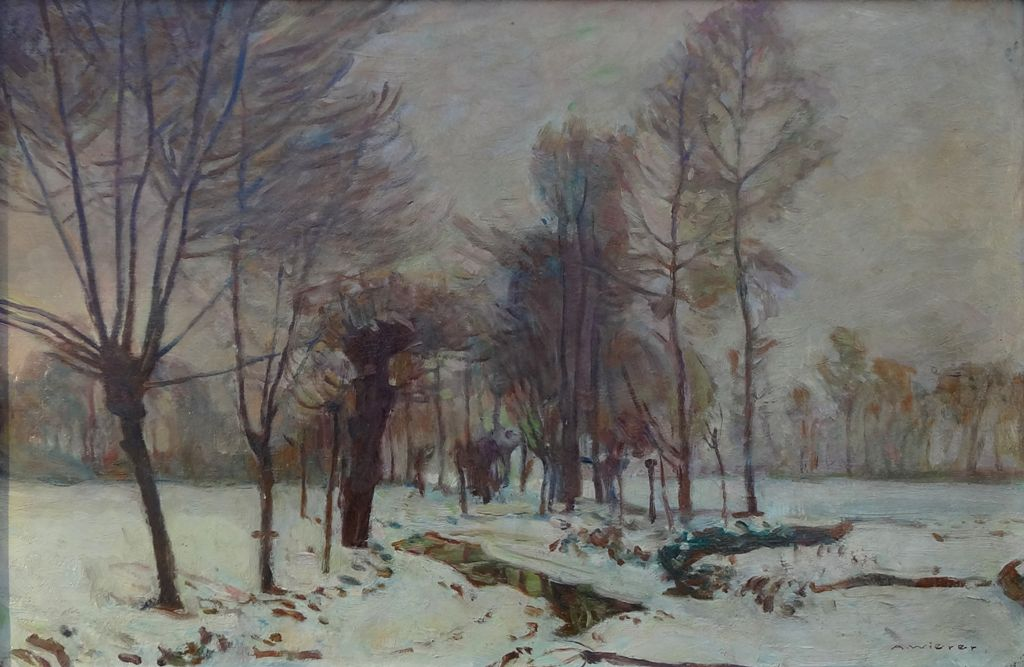
Alois Wierer – Zimní krajina
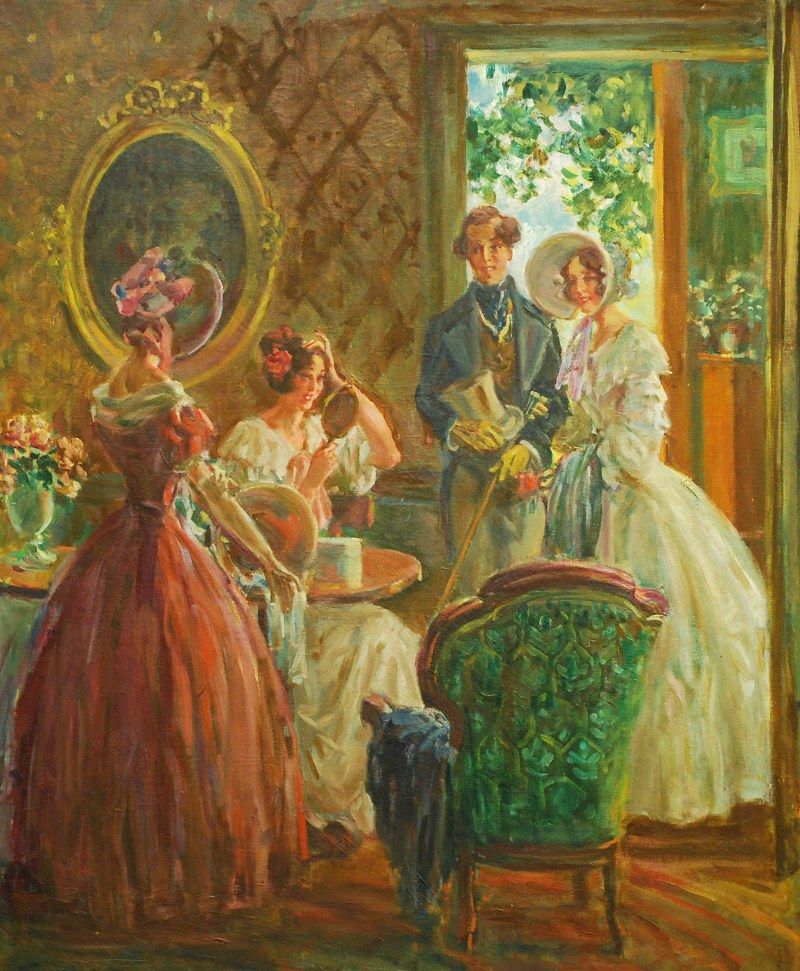
Alois Wierer – V interiéru